# Place Bio Guéra
La place Bio Guéra est une place construite dans la troisième ville à statut particulier du Bénin: Parakou située dans le département du Borgou au Nord du Bénin dans le quartier Ladji Farani. C'est une place construite en hommage à la résistance antique coloniale de la ville et surtout du prince Bio Guéra né en 1856 dans le village Gbaasi et mort en 1916,,,. 

## Histoire
La place Bio Guéra est érigée dans les années 1980 en souvenir aux actes héroïques de Gbaasi N’Guerra plus connu sous le nom de Bio Guéra, prince guerrier wassangari.
Le monument de la place construite par sa Majesté Dorosunon, chef traditionnel de Gonmè dans la commune de Pèrèrè, représente Bio Guerra sur son cheval (le cheval à une très grande importance la vie et la culture des peuples Baatonu),,.

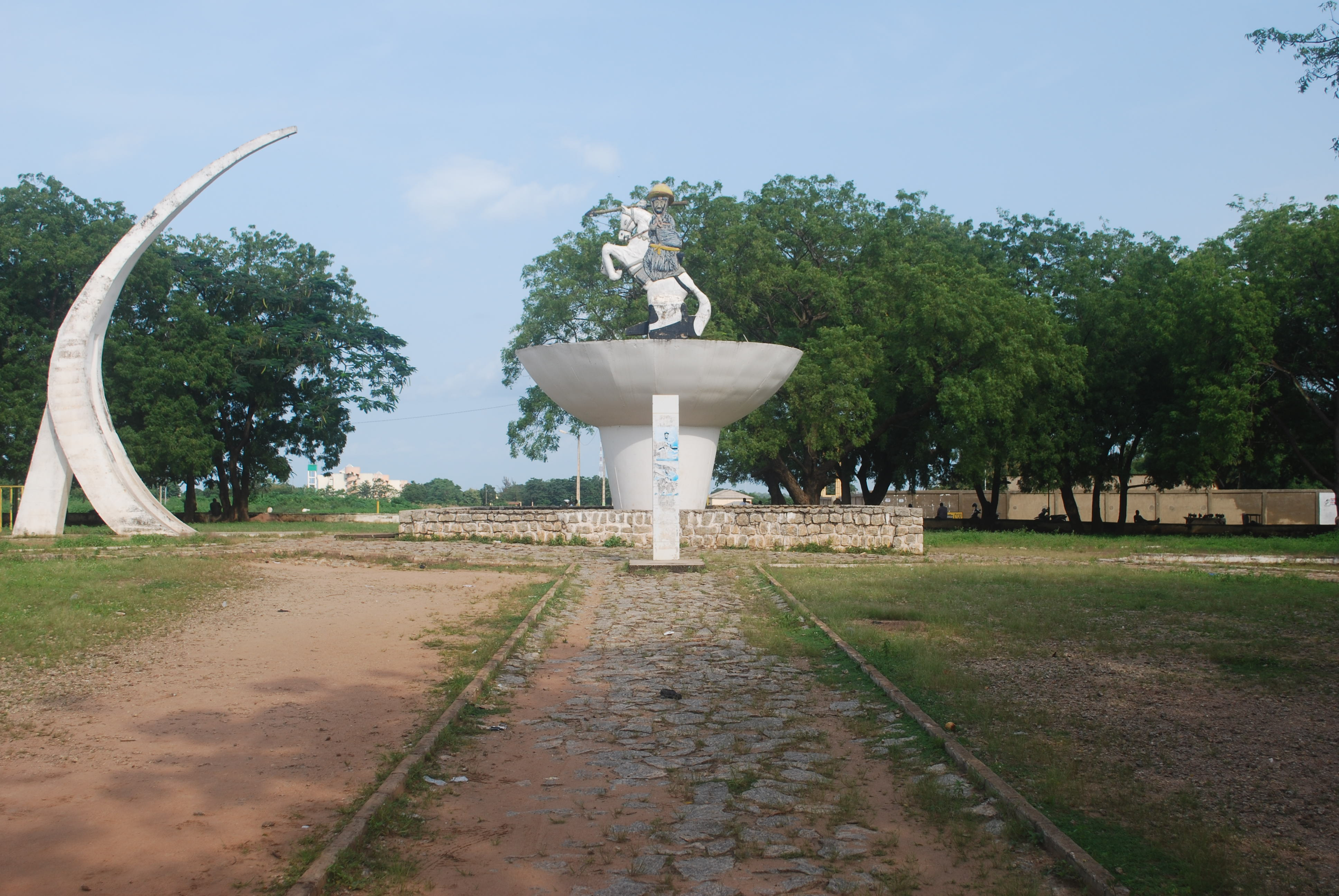
Place Bio Guera de Parakou 14

Cette place est créée pour non seulement servir de lieu de détente aux populations mais aussi et surtout pour que les fils et filles de la région continuent de commémorer le grand homme et grand guerrier que fut Bio Guéra,,.

### Nouvellee statue de Bio Guéra à Cotonou
Une nouvelle statue de Bio Guéra est érigée sur le rond-point de l’aéroport international Cardinal Bernardin Gantin de Cadjehoun, est inaugurée  le 30 juillet 2022  par la président de la République du Bénin Patrice Talon en présence de plusieurs personnalités notamment  les membres du gouvernement, des députés ainsi que de l’ancien président de la République Nicéphore Dieudonné Soglo,. Cette statue fait partie des trois nouveaux monuments qui représentent, chacun, un symbole de l’histoire du Bénin dont celle de l’Amazone et l’obélisque aux dévoués.